# Симфония № 2 (Глазунов)
Симфония  № 2 Александра Глазунова фа-диез минор, ор. 16 написана в 1886 году. Посвящена знаменитому пианисту и дирижеру Ференцу Листу. Впервые исполнена в Петербурге 5 ноября 1886 года в одном из "Русских симфонических концертов" под управлением дирижера Георгия Дютша в Зале Дома Кононова (Руадзе) на Большой Морской ул. 16 . Впервые за рубежом исполнена 29 июня 1889 года под управлением автора на Всемирной выставке в Париже (дворец Трокадеро) . Симфония издана М. П. Беляевым в Лейпциге в 1889 году. Время звучания – от 40 до 50 минут.

## Состав оркестра
3 флейты, 2 гобоя, 2 кларнета in A, 2 фагота, 4 валторны in E, 2 трубы in A, 3 тромбона (2 теноровых, 1 басовый), туба, литавры, струнные (скрипки I, скрипки II, альты, виолончели, контрабасы).

## Части произведения
Симфония содержит 4 части, основная тональность - фа-диез минор.
1. Andante maestoso. Allegro
Часть написана в сонатной форме. Основная тональность – фа-диез минор.
2. Andante
Часть написана в сонатной форме. Основная тональность – ре мажор.
3. Allegro vivace
Часть написана в сложной трехчастной форме. Основная тональность – си минор.
4. Intrada. Andantino sostenuto
Часть написана в сонатной форме. В экспозиции главная партия в фа-диез миноре, побочная партия в ля мажоре; в репризе наоборот: главная партия в ля мажоре, побочная партия в фа-диез миноре. Завершается симфония в основной тональности – фа-диез  минор.

## Посвящение
Посвящена памяти Ференца Листа в знак признательности за внимание и поддержку, оказанную им молодому композитору.
Юрий Келдыш так отозвался об этом произведении:

Известно, что по инициативе Листа Первая симфония Глазунова была исполнена весной 1884 года в Веймаре на торжествах по случаю очередного годичного собрания Всеобщего немецкого музыкального объединения— Юрий Келдыш 
.

## История создания
Задумана в 1882 году. В это время молодой композитор много общался со Стасовым и Бородиным. Долгое время не приступал к осуществлению идеи. Начал активно работать над симфонией летом 1886 года в Гельсингфорсе (начал сочинять с финала и скерцо). Первоначально симфония планировалась мажорная, в тональности Es-dur (ми-бемоль мажор), но позже Глазунов переписал ее заново в fis-moll (фа-диез минор). В письмах сообщал, что работа тормозилась «недоверием к себе», тоской по друзьям, смертью Листа. Произведение было закончено к осени 1886 года в Петербурге.  .

## Рецепция
Премьера прошла удачно и вызвала положительную реакцию со стороны критики. Современники встретили симфонию как «несомненно сильное и типичное произведение, проникнутое народностью, от которой веет Русью – Русью первобытною, языческою» . Критик Ю. Энгель утверждал, что в этой симфонии Глазунов предстал «уже настоящим юным Самсоном, с горячим и страстным сердцем» .
Симфония высоко ценилась в кругу «новой русской школы». В советское время и в наши дни симфонию относят к ранним, еще не зрелым сочинениям Глазунова.

## Особенности тематизма
На протяжении симфонии многократно повторяется одна главная мелодия-тема. Этот прием характерен для музыки Листа и называется принципом монотематизма.
Кроме того, в Симфонии №2 проявляется эпический (неконфликтный) симфонизм. Благодаря этому тематизм симфонии связывают с влиянием Глинки и Бородина. .

Первые такты Симфонии №2 Глазунова (клавир)

Основная тема симфонии звучит в самом начале у медных духовых, а затем у деревянных духовых. Впоследствии эта тема многократно повторяется в измененном виде (на ней основана главная партия первой части